# Duale Hochschule Baden-Württemberg Mosbach
La Duale Hochschule Baden-Württemberg Mosbach (DHBW)  es una institución pública de educación superior en Alemania que forma parte de la Duale Hochschule Baden-Württemberg (DHBW), una red de escuelas superiores en la que los estudiantes alternan períodos de estudio académico con períodos de empleo profesional remunerado relacionado con su carrera. Su campus principal se encuentra en Mosbach y  mantiene también ubicaciones en Bad Mergentheim y Heilbronn. Fue fundado en 1980 como Berufsakademie Mosbach y se convirtió en miembro del recién creado DHBW en 2009. Tiene alrededor de 3600 estudiantes.

## Sistema dual
El sistema de enseñanza dual se caracteriza por la estrecha integración de la instrucción académica y la capacitación práctica. Los estudiantes dedican la mitad de su programa en la universidad y la otra mitad en una empresa privada (como, por ejemplo, una empresa de tecnología o un banco) o una institución pública. La formación teórica en la universidad y el trabajo práctico en la empresa se alternan en bloques de tres meses. Las empresas seleccionan a los estudiantes y les ofrecen un contrato asalariado. Al final del programa de tres años, los estudiantes reciben una licenciatura y pueden continuar el programa hasta obtener un máster.

## Cursos
En la Duale Hoschschule Mosbach, pueden cursarse las siguientes especialidades:
- Facultad de Ingeniería:
  - Informática Aplicada
  - Arquitectura
  - Gestión de proyectos de construcción
  - Ingeniería eléctrica
  - Ingeniería Mecánica
  - Ingeniería de plásticos
  - Ingeniería de procesos mecánicos
  - Ingeniería Virtual
  - Mecatrónica
  - Mecatrónica de vehículos eléctricos
  - Ingeniería industrial
  - Ingeniería industrial-Gestión de productos
  - Ingeniería industrial Logística
  - Ingeniería Industrial-Gestión De Proyectos
  - Ingeniería Industrial-Técnico De Ventas
- Facultad de Económica:
  - Banca
  - Administración de empresas de:
  - Sector de la salud
  - Comercio
  - Agricultura
  - Construcción, Domótica y Electricidad
  - Madera
  - Viviendas
  - Comercio Técnico
  - Controling
  - Marketing
  - Sistemas de Gestión y Logística
  - Industria
  - Negocios internacionales
  - Medios de comunicación en línea
  - Contabilidad, Impuestos, derecho Económico – Gestión tributaria, derecho mercantil y Finanzas
  - Informática de gestión